# 全城風暴
《全城風暴》（英語：Storm City）是一部2023年中國大陆网络电影。电影由徐仕興执导，曾志偉领衔主演，吳建飛、王嵛主演。

## 剧情
《全城風暴》围绕著一對父子的故事，父親張英勇（曾志偉 饰）為一個退役消防員，但因他在多年前的一場災難救不到妻子，而變成單親爸爸。兒子張子聰（吳建飛 饰）是一個科技公司的總監，但他經常和父親不和，所以兒子已搬出去住，兒子所在的科技公司之老板王宇豪（王朝陽 饰）利用科技，制作災難，並引起民眾的恐慌……

## 演員
- 曾志偉[1] 飾演 張英勇：退役的消防員，張子聰、張子然的父親
- 吳建飛 飾演 張子聰：科技公司的總監，張英勇之子
- 王朝陽 飾演 王宇豪（科技公司老板，本作終極大反派）
- 王嵛 飾演 張子然（張英勇的女兒）
- 張明明 飾演 高峰
- 李玖珏 飾演 田磊
- 熊黛林（特別出演） 飾演 張英勇妻子
- 吳菲 飾演 紅姨
- 王雅婷 飾演 Christine
- 張妖濱 飾演 張子聰（小時侯）
- 趙芯羽 飾演 張子然（小時侯）
- 楊瑞良 飾演 老看守員
- 孫笑 飾演 年輕看守員
- 劉趙希禹 飾演 小華
- 孟凡珏 飾演 小華母親
- 王晨曦 飾演 琳琳
- 彭陽 飾演 琳琳父親
- 黃偉業 飾演 琳琳母親

## 製作
《全城風暴》由徐仕興執導，余偉國監製，以災難為題材。2020年11月16日，劇組在福建石獅舉行開鏡拜神儀式，並在同日開機拍攝，於12月4日，在福建石獅殺青。

## 爭儀
此片被報道有炒襲2018年巨石強森的電影高凶浩劫的海報之嫌。

## 外部連結
- 豆瓣电影上《全城風暴》的資料 （简体中文）
- 互联网电影数据库（IMDb）上《全城風暴》的资料（英文）